# Ао Такахіро
Ао Такахіро (яп. 粟生隆寛, англ. Takahiro Ao; 6 квітня 1984) — японський професійний боксер, чемпіон світу за версією WBC у напівлегкій (2009) і у другій напівлегкій вазі (2010—2012).

## Професіональна кар'єра
Дебютував на профірингу 2003 року. Більшість поєдинків провів в Японії.
16 жовтня 2008 року, маючи рекорд 16-0-1, вийшов на бій проти чемпіона за версією WBC в напівлегкій вазі Оскара Ларіоса (Мексика) і програв розділеним рішенням. 12 березня 2009 року суперники зустрілися вдруге. Перемогу одностайним рішенням суддів здобув японець, відібравши титул чемпіона. 14 липня 2009 року в першому захисті титулу програв одностайним рішенням суддів Еліо Рохасу (Домініканська Республіка).
26 листопада 2010 року зустрівся в бою з чемпіоном світу за версією WBC у другій напівлегкій вазі Віталієм Тайбертом (Німеччина) і здобув перемогу одностайним рішенням суддів, в третьому раунді надіславши суперника в нокдаун. Провів три успішних захиста. 27 жовтня 2012 року зазнав поразки за очками від Гамаліела Діаса (Мексика).
Після втрати звання чемпіона Ао здобув чотири перемоги поспіль і 1 травня 2015 року у Лас-Вегасі вийшов на бій за вакантний титул чемпіона світу за версією WBO у легкій вазі проти Раймундо Бельтрана (Мексика). Поєдинок завершився перемогою Бельтрана технічним нокаутом, але титул WBO у легкій вазі залишився вакантним, оскільки Бельтран не вклався у вагу на передматчовому зважуванні. Пізніше перемогу Бельтрана було скасовано через виявлений в його пробах допінг, а бій було визнано таким, що не відбувся.
Ао Такахіро 1 березня 2018 року зустрівся вдруге в нетитульному бою з Гамаліелом Діасом, здобув перемогу у восьмираундовому бою і завершив кар'єру.